# Monochamus flavovittatus
Monochamus flavovittatus là một loài bọ cánh cứng trong họ Cerambycidae.